# Нітрянське Рудно (водосховище)
Нітрянське Рудно (Nitrianske Rudno) — водосховище на річці Нітриця; місце розташування — округ Превідза.
Площа водної поверхні 0,96 км2. Збудоване в 1951-1958 роках. Розташоване біля однойменного села.